# Anni 1560
Gli anni 1560 sono il decennio che comprende gli anni dal 1560 al 1569 inclusi.

## Eventi, invenzioni e scoperte
- Secondo la tradizione, il duca Emanuele Filiberto di Savoia prepara a Torino la prima tazza di cioccolata calda della storia, in segno di celebrazione del trasferimento della capitale sabauda da Chambéry.[1]

## Personaggi
- Heinrich Bullinger, teologo e riformatore svizzero, pubblica nel 1560 il libro "L'origine degli anabattisti" (Der Widdertäaufferen Ursprung)